# Amanomichine
Amanomichine ou Ame-no-michine est une divinité japonaise. 
Le Kii no Kuni no Miyatsuko est son descendant.
Ils accompagnaient Amaterasu aux côtés de Susanoo. Il y a deux miroirs sacrés offerts par Amanomichine à Jimmu, le Higata-no-Kagami et le Hihoko-no-Kagami. Le dirigeant actuel de Kii, occupant le poste de kokusoke dans la province de Kii, se distingue fièrement comme le descendant de la quatre-vingtième génération d'Amanomichine. Cette divinité était l'accompagnateur de Ninigi, le petit-fils d'Amaterasu, lors de sa descente des cieux, marquant ainsi un héritage qui se perpétue encore aujourd'hui:80.
Dans Shinsen shōjiroku, les descendants d'Amatsuhikone, Ame-no-hohi, et Amanomichine, avec les descendants d'Amenohoakari sont appelés Tenson-zoku (天孫族). Le Tenson-zoku descend de Takamagahara (Plaine du Haut Ciel) vers les provinces d'Owari et de Tanba, et sont considérés comme les ancêtres de Clan Owari, Clan Tsumori, clan Amabe, et clan Tanba. Beaucoup de ces clans sont devenus des kuni no miyatsuko ou gouverneurs régionaux,.
La généalogie du clan Amabe (海部氏系図, Amabe-shi Keizu), qui enregistre ces quatre clans comme descendants d'Ame-no-hoakari est un document falsifié, et ces clans descendent en réalité de la divinité marine Watatsumi. De plus, la généalogie du clan Owari inclut l'arrière-arrière-petit-fils de Watatsumi, Takakuraji, comme leur ancêtre, et ceci est considéré comme la généalogie originale Takakuraji descend de Watatsumi à travers Furutama.